# Otmar Holzer
Otmar Holzer (* 23. Dezember 1939 in Lustenau) ist ein ehemaliger österreichischer Politiker (ÖVP) und Kaufmann. Er war von 1984 bis 1999 Abgeordneter zum Vorarlberger Landtag.

## Ausbildung und Beruf
Nach dem Besuch der Volksschule Kirchdorf-Lustenau absolvierte Holzer zwischen 1950 und 1954 die Hauptschule Lustenau und von 1954 bis 1956 die Handelsschule Lustenau. Er arbeitete von 1956 bis 1966 als kaufmännischer Angestellter in zwei verschiedenen Stickereibetrieben in Lustenau und übernahm danach 1966 zusammen mit seinen Geschwistern den elterlichen Betrieb, die Elektro-Holzer OHG. Holzer hatte bis 1979 auch die kaufmännische Leitung des Familienbetriebs inne. Danach gründete er 1980 mit seinem Bruder Helmut eine eigenständige Firma für den Vertrieb gewerblicher Wäschereimaschinen, für die er bis zu seiner Pensionierung im Jahr 1999 arbeitete.

## Politik und Funktionen
Holzer war Parteimitglied der ÖVP bzw. der Teilorganisationen ÖAAB und Österreichischer Wirtschaftsbund. Er übernahm 1957 die Funktion eines Mitglieds der Ortsparteileitung der ÖVP Lustenau und fungierte in der ÖVP Lustenau von 1974 bis 1995 als Ortsparteiobmann. Er wurde 1965 zum Ersatzmitglied der Gemeindevertretung Lustenau gewählt und war ab 1970 Mitglied der Gemeindevertretung, wo er von 1975 bis 1988 Obmann des Umwelt- und Energieausschusses wurde. Er gehörte bis 1995 der Gemeindevertretung an und war von 1975 bis 1988 auch Mitglied des Gemeinderates, wo er das Referat Umwelt betreute. Nach 1995 war Holzer erneut Ersatzmitglied der Gemeindevertretung. 
Auf Bezirksebene war Holzer stellvertretender Bezirksparteiobmann der ÖVP Dornbirn sowie Mitglied der ÖVP-Bezirksparteileitung, auf Landesebene war Holzer von 1974 bis 1999 Mitglied der Landesparteileitung der ÖVP Vorarlberg. Holzer vertrat als Abgeordneter des Wahlbezirkes Dornbirn die ÖVP vom 6. November 1984 bis zum 4. Oktober 1999 im Vorarlberger Landtag. 
Neben seinen politischen Funktionen engagierte sich Holzer als Obmann der Lustenauer Fasnatzunft „Rhinzigünar“, war Kuratoriumsersatzmitglied des Landeswohnbaufonds und Ersatzmitglied des Wohnbauförderungsbeirates. Er war zudem seit 1956 Mitglied des Krippenvereines Lustenau, Mitglied des Österreichischen Alpenvereins, Mitglied der Bruderschaft St. Christoph und Mitglied des SC Austria Lustenau.

## Privates
Otmar Holzer war der Sohn des Elektroinstallateurs Johann Holzer aus Lustenau und dessen Gattin Lina Holzer, geborene Scheffknecht, die ebenfalls in Lustenau geboren wurde. Er heiratete 1968 Rosmarie Hollenstein und wurde zwischen 1969 und 1981 Vater von fünf Kindern.

## Auszeichnungen
- Ehrenobmann der „Rhinzigüner“ (1999)
- Ehrenring der Marktgemeinde Lustenau (2003)
- Ehrenmitglied Landesverband der Krippenfreunde Vorarlberg (2016)
- Ehrenmitglied Krippenverein Lustenau (2015)
- Goldenes Ehrenzeichen des KV Lustenau und des Landesverbandes (2005 und 2007)